# Ерік Готьє
Е́рік Ґотьє́ (фр. Éric Gautier; нар. 2 квітня 1961, Париж, Франція) — французький кінооператор.

## Біографія
Ерік Ґотьє народився 2 квітня 1961 року в Парижі, Франція в сім'ї інженера-будівельника. В юнацькі роки Ерік захоплювався музикою, і у віці одинадцяти років грав на фортепіано і органі. Вивчав кіно в Університеті Париж III Нова Сорбонна; у 1982 році закінчив Вищу національну школу Луї Люм'єра. Працював асистентом оператора у Бруно Нюйттена на фільмі Алена Рене «Життя — це роман» (1982), знімав рекламні фільми, короткометражні стрічки. Перший самостійний фільм, що приніс йому популярність, — «Життя мерців» Арно Деплешена (1990).
Ерік Ґотьє працював також з такими режисерами, як Аньєс Варда, Олів'є Ассаяс, Ален Рене, Клод Беррі, Патріс Шеро та іншими. У 1999 році за операторську майстерність у фільмі Патріса Шеро «Ті, хто мене любить, поїдуть потягом» отримав премію «Сезар» як найкращий оператор. Після цього Ґотьє ще 6 разів номінувався на цю нагороду, але перемоги не отримав.

## Особисте життя
Ерік Ґотьє був одружений до 1995 року, коли від раку у віці 32 років померла його дружина Валентина. Його нинішня партнерка Наталі Бутфо, акторка, з якою він має двох доньок, Сюзанну і Анжелу.

## Фільмографія (вибіркова)
Загалом як оператор Ерік Ґотьє працював над понад 65-ми фільмами (станом на початок 2016 року).
| Рік  | Назва                                      | Оригінальна назва                             | Режисер/Примітки                              |
| ---- | ------------------------------------------ | --------------------------------------------- | --------------------------------------------- |
| 1987 | Повернення Жан-Моріса                      | Le retour de Jean-Maurice                     | Філіп Демонто                                 |
| 1988 | Кіно нашого часу                           | Cinéma, de notre temps                        | серіал                                        |
| 1991 | Життя мерців                               | La vie des morts                              | Арно Деплешен                                 |
| 1993 | Пуп землі                                  | Le nombril du monde                           | Аріель Зейтун                                 |
| 1993 | Усі хлопчики і дівчатка свого віку…        | Tous les garçons et les filles de leur âge…   | серіал                                        |
| 1994 | Ніхто мене не любить                       | Personne ne m'aime                            | Маріон Верну                                  |
| 1994 | Улюблений син                              | Le fils préféré                               | Ніколь Гарсія                                 |
| 1994 | Сто і одна ніч Симона Сінема               | Les cent et une nuits de Simon Cinéma         | Аньєс Варда                                   |
| 1996 | Як я обговорював... (моє сексуальне життя) | Comment je me suis disputé… (ma vie sexuelle) | Арно Деплешен                                 |
| 1996 | Ірма Веп                                   | Irma Vep                                      | Олів'є Ассаяс                                 |
| 1996 | Кохання плюс…                              | Love, etc.                                    | Маріон Верну                                  |
| 1996 | Тіко Мун                                   | Tykho Moon                                    | Енкі Білал                                    |
| 1998 | Ті, хто мене любить, поїдуть потягом       | Ceux qui m'aiment prendront le train          | Патріс Шеро                                   |
| 1999 | Пола Ікс                                   | Pola X                                        | Лео Каракс                                    |
| 2000 | Сентиментальні долі                        | Les destinées sentimentales                   | Олів'є Ассаяс                                 |
| 2000 | Естер Кан                                  | Esther Kahn                                   | Арно Деплешен                                 |
| 2000 | Пристрасно                                 | Passionnément                                 | Бруно Нюйттен                                 |
| 2000 | Інтим                                      | Intimacy                                      | Патріс Шеро                                   |
| 2001 | Сильні душі                                | Les âmes fortes                               | Рауль Руїс                                    |
| 2001 | Коротка переправа                          | Brève traversée                               | Катрін Брейя                                  |
| 2002 | Домогосподарка                             | Une femme de ménage                           | Клод Беррі                                    |
| 2002 | Його брат                                  | Son frère                                     | Патріс Шеро                                   |
| 2004 | Щоденники мотоцикліста                     | Diarios de motocicleta                        | Вальтер Саллес                                |
| 2004 | Очищення                                   | Clean                                         | Олів'є Ассаяс                                 |
| 2004 | Королі та королева                         | Rois et reine                                 | Арно Деплешен                                 |
| 2005 | Один йде — інший залишається               | L'un reste, l'autre part                      | Клод Беррі                                    |
| 2005 | Габріель                                   | Gabrielle                                     | Патріс Шеро                                   |
| 2006 | Париже, я люблю тебе                       | Paris, je t'aime                              | Вальтер Саллес і Даніела Томас, Олів'є Ассаяс |
| 2006 | Серця                                      | Coeurs                                        | Ален Рене                                     |
| 2006 | Як впізнати своїх святих                   | A Guide to Recognizing Your Saints            | Діто Монтієль                                 |
| 2007 | Тепер я йду у дику далечінь                | Into the Wild                                 | Шон Пенн                                      |
| 2008 | Літній час                                 | L'heure d'été                                 | Олівь'є Ассаяс                                |
| 2008 | Різдвяна казка                             | Un conte de Noël                              | Арно Деплешен                                 |
| 2009 | Штурмуючи Вудсток                          | Taking Woodstock                              | Енг Лі                                        |
| 2009 | Дикі трави                                 | Les herbes folles                             | Ален Рене                                     |
| 2010 | Мірал                                      | Miral                                         | Джуліан Шнабель                               |
| 2010 | Троянди у кредит                           | Roses à crédit                                | Амос Гітай/телевізійний                       |
| 2012 | Ви ще нічого не бачили                     | Vous n'avez encore rien vu                    | Ален Рене                                     |
| 2012 | На дорозі                                  | On the Road                                   | Вальтер Саллес                                |
| 2012 | Щось у повітрі                             | Après mai                                     | Олів'є Ассаяс                                 |
| 2012 | Капітал                                    | Le capital                                    | Коста-Гаврас                                  |
| 2014 | Вір                                        | Believe                                       | серіал                                        |
| 2014 | Принцеса Монако                            | Grace of Monaco                               | Олів'є Даан                                   |
| 2015 | Алоха                                      | Aloha                                         | Кемерон Кроу                                  |
| 2015 | Гічкок/Трюффо                              | Hitchcock/Truffaut                            | Кент Джонс                                    |
| 2015 | Рабин, останній день                       | Rabin, the Last Day                           | Амос Гітай                                    |
| 2017 | Гонка століття                             | The Mercy                                     | Джеймс Марш                                   |

## Визнання та нагороди
| Рік                                 | Категорія                           | Номінант                             | Результат |
| ----------------------------------- | ----------------------------------- | ------------------------------------ | --------- |
| Премія «Сезар»                      |                                     |                                      |           |
| 1999                                | Найкраща операторська робота        | Ті, хто мене любить, поїдуть потягом | Перемога  |
| 2001                                | Найкраща операторська робота        | Сентиментальні долі                  | Номінація |
| 2005                                | Найкраща операторська робота        | Очищення                             | Номінація |
| 2006                                | Найкраща операторська робота        | Габріель                             | Номінація |
| 2007                                | Найкраща операторська робота        | Серця                                | Номінація |
| 2009                                | Найкраща операторська робота        | Різдвяна казка                       | Номінація |
| 2010                                | Найкраща операторська робота        | Дикі трави                           | Номінація |
| Приз Європейської кіноакадемії      |                                     |                                      |           |
| 2001                                | Найкращий європейський кінооператор | Інтим                                | Номінація |
| Каннський міжнародний кінофестиваль |                                     |                                      |           |
| 2004                                | Технічний Гран-прі                  | Клан Щоденники мотоцикліста          | Перемога  |
| Премія Незалежний дух               |                                     |                                      |           |
| 1900                                | Найкращий оператор                  | Щоденники мотоцикліста               | Перемога  |
| Премія BAFTA                        |                                     |                                      |           |
| 2005                                | Найкращий оператор                  | Щоденники мотоцикліста               | Номінація |
| Премія «Люм'єр»                     |                                     |                                      |           |
| 2008                                | Найкраще технічне досягнення        | Тепер я йду у дику далечінь          | Перемога  |